# Alfred Thielmann
Alfred Thielmann (Kreuzburg, 20 luglio 1892 – Neckargemünd, 3 marzo 1988) è stato un generale tedesco della Wehrmacht durante la seconda guerra mondiale.

## Biografia
Alfred Thielmann si arruolò nell'esercito imperiale tedesco nel marzo del 1913 come aspirante ufficiale del 2º battaglione pionieri del 23º reggimento di fanteria. A metà del 1914, venne promosso tenente e combatté come ufficiale nella prima guerra mondiale. Dopo la guerra passò alle forze di polizia di stato a metà del 1919.
Il 1º agosto 1935 venne accettato nel Reichswehr col grado di maggiore. Nella Wehrmachtvenne nominato comandante del 28º battaglione pionieri della 28ª divisione di fanteria nell'ottobre del 1936. All'inizio del 1937 venne promosso tenente colonnello e alla fine del 1939 raggiunse il grado di colonnello. All'inizio di febbraio del 1940 venne trasferito alla scuola per pionieri presso Dessau-Roßlau come comandante di un corso di addestramento per ufficiali. Alla fine di maggio del 1940 divenne comandante del neonato 678º reggimento pionieri. A partire dal marzo del 1942, trascorse un anno come comandante nella 3. Panzerarmee. Frequentò quindi un corso per comandanti di divisione.
All'inizio di aprile del 1943 venne promosso al grado di maggiore generale ed assunse il comando della 122ª divisione di fanteria da metà maggio del 1943. Alla fine di giugno del 1943, sostituì il tenente generale Wilhelm Wegener e gli venne affidato il comando della 32ª divisione di fanteria che mantenne sino a metà settembre del 1943. Prese parte alla battaglia sul Redja e sul Porussja. A metà agosto del 1943, divenne comandante della 254ª divisione di fanteria che si arrese alla fine di marzo del 1944. Alla fine di aprile del 1944, ottenne il comando della 154ª divisione di fanteria di riserva e venne promosso al grado di tenente generale. A metà dicembre del 1944 ottenne il comando dei pionieri del gruppo' d'armate G.
Dopo aver ricevuto la Croce tedesca in argento nel 1942, ottenne anche quella in oro nel 1944 ed è uno dei soli 15 soldati che hanno ricevuto entrambe le forme dell'ordine della croce tedesca.